# Słona róża
Słona róża – polsko-czechosłowacki melodramat z 1982 roku w reżyserii Janusza Majewskiego. Scenariusz filmu oparty został na motywach opowiadania Ryszarda Frelka pod tym samym tytułem. Zdjęcia kręcono w Pradze i Karlowych Warach.

## Fabuła
Jesień 1938 roku, Karlowe Wary. Polak Marek Wolski – członek brygad międzynarodowych wojny domowej w Hiszpanii – przebywa tu na rekonwalescencji. Przypadkowo poznaje żydowską skrzypaczkę Idę i szybko nawiązuje z nią romans. Ich idylla zostaje jednak przerwana wkroczeniem Niemców, którzy zajmują Kraj Sudetów. Obydwoje muszą uciekać. Marek dzięki lewicowym przyjaciołom w porę opuszcza Karlowe Wary, jednak w trosce o los Idy powraca do miasta. Podczas jej poszukiwania zostaje aresztowany przez Gestapo i resztę wojny spędza w obozie koncentracyjnym. Po wyzwoleniu w 1945 roku, powraca do miasta i próbuje odnaleźć Idę lub dowiedzieć się co się z nią stało. Trafia do domu znajomego artysty malarza w którym onegdaj zamieszkiwał z Idą i gdzie poszukuje jej portretu. Odnajduje go w końcu u miejscowego handlarza, któremu proponuje zakup obrazu. Zanim jednak dojdzie do transakcji, portret zostaje sprzedany kobiecie, według słów handlarza, bardzo podobnej do tej na obrazie. Markowi udaje się ustalić, że mieszka ona w pobliskim hotelu. Tam odnajduje ukochaną Idę, bardzo zmienioną latami okupacji, zamężną z amerykańskim oficerem. Pomimo upływu lat uczucie pomiędzy obydwojgiem przetrwało.

## Obsada
- Daniela Vacková – Ida Fischer
- Jan Piechociński – Marek Wolski
- Edward Rączkowski – krawiec Malina
- Bogusz Bilewski – malarz Hrůša
- Józef Fryźlewicz – dyrektor hotelu „Atlantic”
- Anna Ciepielewska – żona Hrůšy
- Ferdinand Krůta – łazienny
- Bronislav Poloczek – antykwariusz Paleček
- Jiří Kodet – Piotr, brat Marka
- Světlana Nálepková – Florance
- Hanna Banaszak – piosenkarka
- Jerzy Kryszak – gestapowiec
- Barbara Wałkówna – żona Maliny
- Irena Karel – konfidentka Gestapo
- Andrzej Chrzanowski – Goodwin, mąż Idy
- Zbigniew Buczkowski – gestapowiec
- Bogdan Łysakowski – gestapowiec
- Andrzej Krasicki – konfident Gestapo
- Bohdan Ejmont – Lothar, przyjaciel Hrůšy

## O filmie
Słona róża był jednym z kilku filmów Janusza Majewskiego wyprodukowanym we współpracy z kinematografią czechosłowacką (inne z nich to: Zaklęte rewiry z 1972, C.K. Dezerterzy z 1985, Czarny wąwóz z 1989). Swoją premierę miał w kinach polskich w maju 1983 roku, chociaż w Czechosłowacji rozpowszechniano go już od stycznia. W Polsce spotkał się z życzliwym przyjęciem krytyków. Wątek miłości Idy i Marka chwalono za wnikliwość psychologiczną, a sam film przyrównywano do Ostatniego metro Truffauta. Obraz uznano za „najcieplejszy” z filmów Majewskiego. Zwracano uwagę na dobre aktorstwo Jana Piechocińskiego, który do występu w Słonej róży znany był szerszej publiczności głównie z ról komediowych (Wielka majówka, Och, Karol).
W filmie wystąpiła polska piosenkarka Hanna Banaszak, wykonując swój przebój Tak bym chciała kochać... w niemieckiej (słowa: Angelika Wegener) i angielskiej (słowa: Brosław Zieliński) wersji językowej oraz wokalizę. Jest to również soundtrack filmu.